# Liffe 2017
28. ljubljanski mednarodni filmski festival je potekal med 8. in 19. novembrom 2017 s projekcijami v Ljubljani (Linhartova in Kosovelova dvorana Cankarjevega doma, Kinodvor, Slovenska kinoteka, Kino Komuna in Kino Šiška), Mariboru (MariBOX kino), Celju (Mestni kino Metropol Celje) in Novem mestu (Anton Podbevšek teater). Programski direktor festivala je bil Simon Popek.
Otvoritveni film je bil Pokliči me po svojem imenu Luce Guadagnina.

## 28. Liffe v številkah
Na 288 projekcijah (poleg ljubljanskih tudi 20 v Mariboru, 8 v Celju in 5 v Novem mestu) je bilo prikazanih 97 celovečernih in 17 kratkih filmov (16 v tekmovalnem delu in eden kot predfilm) iz 43 držav. Izdanih je bilo 43.000 vstopnic. Razprodanih je bilo 44 projekcij. Festival je obiskalo 45 gostov, filmskih ustvarjalcev in članov žirij iz Slovenije, BiH, Srbije, Hrvaške, Makedonije, Italije, Romunije, Francije, Islandije, Afganistana, Brazilije, Irana, Avstrije, Rusije, Češke, Madžarske, Velike Britanije, Nizozemske, Danske in Gruzije. Po projekcijah filmov je bilo 37 pogovorov s filmskimi ustvarjalci.

## Nagrade
- vodomec: nagrada režiserju najboljšega filma Perspektiv po izboru mednarodne žirije (sponzor: Telekom Slovenije)
- nagrada FIPRESCI: nagrada mednarodne žirije svetovnega združenja filmskih kritikov in novinarjev
- nagrada za najboljši kratki film (sponzor: TSE)
- nagrada občinstva zmaj
- nagrada mladinske žirije Kinotrip: za najboljši film z mladinsko tematiko; za nagrado se potegujejo filmi Ognjišče, Nečista kri, Pokliči me po svojem imenu, Delavnica in V Ciambri
- 360˚ filmi (v kotičku Telekoma Slovenije): nagrada za najboljši 360-stopinjski film, ki ga bodo v okviru natečaja posneli mladi neodvisni filmski ustvarjalci s pomočjo Samsungovih 360-stopinjskih kamer; o zmagovalcu odločajo glasovi gledalcev (25 %) in strokovne žirije (75 %)

| Nagrada                           | Film                                                          | Režiser                         |
| --------------------------------- | ------------------------------------------------------------- | ------------------------------- |
| vodomec                           | Columbus                                                      | Kogonada                        |
| FIPRESCI                          | Moški ne jočejo / Muškarci ne plaču                           | Alen Drljević                   |
| najboljši kratki film             | Nisem od tukaj / Yo no soy de aquí                            | Maite Alberdi, Giedrė Žickytė   |
| zmaj                              | Ognjišče / Hjartasteinn                                       | Guðmundur Arnar Guðmundsson     |
| nagrada mladinske žirije Kinotrip | Pokliči me po svojem imenu / Call Me by Your Name             | Luca Guadagnino                 |
| Posebne omembe                    |                                                               |                                 |
| vodomec                           | Arabija / Arábia                                              | João Dumans, Affonso Uchôa      |
| najboljši kratki film             | Zverina / The Beast                                           | Samantha Nell, Michael Wahrmann |
| najboljši kratki film             | »[...] Hlepenje po pripovedi« / "[...] Craving for Narrative" | Max Grau                        |

Nagrado za najboljši film 360˚ je prejel film Svoboda, brez izgovorov avtorjev Mateja Lozarja, Anje Čotar, Roka Jagodnika, Uroša Kokola in Saša Stojaka.
Žirije
| Nagrada     | Člani žirije                                                                 |
| ----------- | ---------------------------------------------------------------------------- |
| vodomec     | Dragan Rubeša, Jessica Kiang, Damjan Kozole                                  |
| FIPRESCI    | Salvatore Marfella, Angelo Mitchievici, Ana Šturm                            |
| kratki film | Daniel Ebner, Hana Jušić, Špela Čadež                                        |
| Kinotrip    | Martin Draksler, Esma Hajdarpašić, Rostja Močnik, Mila Peršin, Jakob Rakovec |
| 360˚ filmi  | Miha Mazzini, Katarina Morano, Zvezdana Lazar                                |

Nagrada občinstva zmaj
Za zmaja se je potegovalo 32 filmov. Zmagal je islandski film Ognjišče (r. Guðmundur Arnar Guðmundsson) z oceno 4,79.
| Končne ocene glasovanja za nagrado zmaj | Končne ocene glasovanja za nagrado zmaj |
| Film                                    | Ocena                                   |
| --------------------------------------- | --------------------------------------- |
| Ognjišče                                | 4,79                                    |
| 1945                                    | 4,62                                    |
| Brez datuma in podpisa                  | 4,62                                    |
| Nečista kri                             | 4,5                                     |
| Rekviem za gospo J.                     | 4,48                                    |
| Smeri                                   | 4,45                                    |
| Zaveza                                  | 4,43                                    |
| Pokrpajmo žive                          | 4,43                                    |
| Aritmija                                | 4,40                                    |
| Bar                                     | 4,31                                    |
| Obdobje senc                            | 4,22                                    |
| Labod                                   | 4,18                                    |
| Tihi sen                                | 4,17                                    |
| Kača s tisoč urezi                      | 4,16                                    |
| Bližina                                 | 4,09                                    |
| Vestern                                 | 4,08                                    |
| Nisem čarovnica                         | 4,06                                    |
| Arabija                                 | 4,05                                    |
| Columbus                                | 4,03                                    |
| Zvodnika ljubezni                       | 4,0                                     |
| Daphne                                  | 3,94                                    |
| V krvi                                  | 3,89                                    |
| Mlada ženska                            | 3,86                                    |
| Sveti zrak                              | 3,84                                    |
| Menashe                                 | 3,75                                    |
| Zoologija                               | 3,68                                    |
| Konec poletja                           | 3,58                                    |
| Kralj                                   | 3,49                                    |
| Živali                                  | 3,37                                    |
| Naj trupla porjavijo                    | 3,35                                    |
| Clairina kamera                         | 3,24                                    |
| Fino se imamo                           | 3,18                                    |

## Programski sklopi
- Perspektive: uradni tekmovalni sklop mladih režiserjev, ki se s svojim prvencem ali drugim filmom potegujejo za nagrado vodomec
- Predpremiere: filmi, odkupljeni za predvajanje po Sloveniji
- Kralji in kraljice: dela prepoznavnih in nagrajevanih avtorjev sodobnega filma
- Panorama svetovnega filma: festivalski favoriti s petih celin
- Ekstravaganca: t. i. polnočni kino; prinaša raznovrstne, drznejše in žgečkljive vsebine
- Evropa na kratko: tekmovalni program kratkega filma
- Kinobalon: sklop, namenjen mlajšim gledalcem (7–14 let)
- Fokus: Francoska sodobna kriminalka (z družbeno-političnim robom)
- Retrospektiva: Francoska klasična kriminalka 70-ih let
- Posvečeno: Čarobno leto 1967

## Filmi

### Perspektive
| #   | Slovenski naslov    | Izvirni naslov                                | Režija                      | Država                                          | Leto | Jezik          |
| --- | ------------------- | --------------------------------------------- | --------------------------- | ----------------------------------------------- | ---- | -------------- |
| 1.  | Arabija             | Arábia / Araby                                | João Dumans, Affonso Uchôa  | Brazilija                                       | 2017 | port.          |
| 2.  | Columbus            | Columbus                                      | Kogonada                    | ZDA                                             | 2017 | angl.          |
| 3.  | Fino se imamo       | Quality Time                                  | Daan Bakker                 | Nizozemska                                      | 2017 | niz./nor.      |
| 4.  | Konec poletja       | Ba yue / The Summer Is Gone                   | Zhang Dalei                 | Kitajska                                        | 2016 | mand.          |
| 5.  | Kralj               | Rey / King                                    | Niles Atallah               | Čile, Francija, Nizozemska                      | 2017 | špan.          |
| 6.  | Menashe             | Menashe                                       | Joshua Z. Weinstein         | ZDA, Izrael                                     | 2017 | angl./jidiš    |
| 7.  | Mlada ženska        | Jeune femme / Montparnasse Bienvenüe          | Léonor Serraille            | Francija, Belgija                               | 2017 | fr.            |
| 8.  | Moški ne jočejo     | Muškarci ne plaču / Men Don't Cry             | Alen Drljević               | BiH, Slovenija, Hrvaška, Nemčija                | 2017 | bos./srb./hrv. |
| 9.  | Nisem čarovnica     | I Am Not a Witch                              | Rungano Nyoni               | VB, Francija                                    | 2017 | angl.          |
| 10. | Ognjišče            | Hjartasteinn / Heartstone                     | Guðmundur Arnar Guðmundsson | Islandija, Danska                               | 2016 | island.        |
| 11. | Rekviem za gospo J. | Rekvijem za gospodju J. / Requiem for Mrs. J. | Bojan Vuletić               | Srbija, Bolgarija, Makedonija, Francija, Rusija | 2017 | srbohrv.       |

### Predpremiere
| #   | Slovenski naslov                                                                     | Izvirni naslov                                                                       | Režija                    | Država                                              | Leto | Jezik              |
| --- | ------------------------------------------------------------------------------------ | ------------------------------------------------------------------------------------ | ------------------------- | --------------------------------------------------- | ---- | ------------------ |
| 1.  | 120 utripov na minuto                                                                | 120 battements par minute / 120 Beats per Minute                                     | Robin Campillo            | Francija                                            | 2017 | fr.                |
| 2.  | Brez ljubezni                                                                        | Neljubov / Loveless                                                                  | Andrej Zvjagincev         | Rusija, Francija                                    | 2017 | rus.               |
| 3.  | Dobri časi                                                                           | Good Time                                                                            | Benny Safdie, Josh Safdie | ZDA, Luksemburg                                     | 2017 | angl.              |
| 4.  | Družina / The Family                                                                 | Družina / The Family                                                                 | Rok Biček                 | Slovenija, Avstrija                                 | 2017 | slov.              |
| 5.  | Foxtrot                                                                              | Foxtrot                                                                              | Samuel Maoz               | Izrael, Nemčija, Francija, Švica                    | 2017 | hebr.              |
| 6.  | Ivan                                                                                 | Ivan                                                                                 | Janez Burger              | Slovenija, Hrvaška                                  | 2017 | slov.              |
| 7.  | Kabinet čudes                                                                        | Wonderstruck                                                                         | Todd Haynes               | ZDA                                                 | 2017 | angl.              |
| 8.  | Ko izgubiš vse                                                                       | Jusqu'à la garde / Custody                                                           | Xavier Legrand            | Francija                                            | 2017 | fr.                |
| 9.  | O telesu in duši                                                                     | Testről és lélekről / On Body and Soul                                               | Ildikó Enyedi             | Madžarska                                           | 2017 | madž.              |
| 10. | Oblika vode                                                                          | The Shape of Water                                                                   | Guillermo del Toro        | ZDA                                                 | 2017 | angl.              |
| 11. | Obupana                                                                              | Aus dem Nichts / In the Fade                                                         | Fatih Akin                | Nemčija, Francija                                   | 2017 | nem./angl.         |
| 12. | Pokliči me po svojem imenu                                                           | Call Me by Your Name                                                                 | Luca Guadagnino           | Italija, Francija, Brazilija, ZDA                   | 2017 | angl./fr./it./nem. |
| 13. | Pokvarjeno predmestje                                                                | Suburbicon                                                                           | George Clooney            | ZDA, VB                                             | 2017 | angl.              |
| 14. | Prijazna dežela                                                                      | Sweet Country                                                                        | Warwick Thornton          | Avstralija                                          | 2017 | angl.              |
| 15. | Slovenija, Avstralija in jutri ves svet / Slovenia, Australia and Tomorrow the World | Slovenija, Avstralija in jutri ves svet / Slovenia, Australia and Tomorrow the World | Marko Naberšnik           | Slovenija, Makedonija                               | 2017 | slov.              |
| 16. | Srečen konec                                                                         | Happy End                                                                            | Michael Haneke            | Francija, Avstrija, Nemčija                         | 2017 | fr.                |
| 17. | Thelma                                                                               | Thelma                                                                               | Joachim Trier             | Norveška, Švedska, Danska, Francija                 | 2017 | nor.               |
| 18. | Trije plakati pred mestom                                                            | Three Billboards Outside Ebbing, Missouri                                            | Martin McDonagh           | VB, ZDA                                             | 2017 | angl.              |
| 19. | Ubijanje svetega jelena                                                              | The Killing of a Sacred Deer                                                         | Yorgos Lanthimos          | VB, Irska                                           | 2017 | angl.              |
| 20. | V Ciambri                                                                            | A Ciambra                                                                            | Jonas Carpignano          | Italija, Nemčija, Francija, ZDA, Švedska, Brazilija | 2017 | it.                |
| 21. | Žarek v srcu                                                                         | Un beau soleil intérieur / Bright Sunshine In                                        | Claire Denis              | Francija                                            | 2017 | fr.                |

### Kralji in kraljice
| #   | Slovenski naslov   | Izvirni naslov                        | Režija               | Država                               | Leto | Jezik             |
| --- | ------------------ | ------------------------------------- | -------------------- | ------------------------------------ | ---- | ----------------- |
| 1.  | Clairina kamera    | La caméra de Claire / Claire's Camera | Hong Sang-soo        | Južna Koreja, Francija               | 2017 | fr./kor./angl.    |
| 2.  | Delavnica          | L'Atelier / The Workshop              | Laurent Cantet       | Francija                             | 2017 | fr.               |
| 3.  | Krotko dekle       | Krotkaja / A Gentle Creature          | Sergej Loznica       | Litva, Nemčija, Francija, Nizozemska | 2017 | rus.              |
| 4.  | Nikoli zares tukaj | You Were Never Really Here            | Lynne Ramsay         | VB, Francija, ZDA                    | 2017 | angl.             |
| 5.  | Ornitolog          | O Ornitólogo / The Ornithologist      | João Pedro Rodrigues | Portugalska, Brazilija, Francija     | 2016 | port./mand./angl. |
| 6.  | Pokrpajmo žive     | Réparer les vivants / Heal the Living | Katell Quillévéré    | Francija, Belgija                    | 2016 | fr.               |
| 7.  | Projekt Florida    | The Florida Project                   | Sean Baker           | ZDA                                  | 2017 | angl.             |
| 8.  | Proti svetlobi     | Hikari / Radiance                     | Naomi Kawase         | Japonska, Francija                   | 2017 | jap.              |
| 9.  | Sladke sanje       | Fai bei sogni / Sweet Dreams          | Marco Bellocchio     | Italija, Francija                    | 2016 | it./fr.           |
| 10. | Vestern            | Western                               | Valeska Grisebach    | Nemčija, Bolgarija, Avstrija         | 2017 | nem./bolg./angl.  |
| 11. | Zabava             | The Party                             | Sally Potter         | VB                                   | 2017 | angl.             |

### Panorama svetovnega filma
| #   | Slovenski naslov       | Izvirni naslov                                       | Režija                    | Država                          | Leto | Jezik             |
| --- | ---------------------- | ---------------------------------------------------- | ------------------------- | ------------------------------- | ---- | ----------------- |
| 1.  | 1945                   | 1945                                                 | Ferenc Török              | Madžarska                       | 2017 | madž./rus.        |
| 2.  | Aritmija               | Аритмия / Arrhythmia                                 | Boris Hlebnikov           | Rusija, Finska, Nemčija         | 2017 | rus.              |
| 3.  | Bližina                | Tesnota / Closeness                                  | Kantemir Balagov          | Rusija                          | 2017 | rus.              |
| 4.  | Brez datuma in podpisa | Bedoone Tarikh, Bedoone Emza / No Date, No Signature | Vahid Jalilvand           | Iran                            | 2017 | perz.             |
| 5.  | Dan brez imena         | Koga denot nemaše ime / When the Day Had No Name     | Teona Strugar Mitevska    | Makedonija, Slovenija, Belgija  | 2017 | mak.              |
| 6.  | Daphne                 | Daphne                                               | Peter Mackie Burns        | VB                              | 2017 | angl.             |
| 7.  | Divja miška            | Wilde Maus / Wild Mouse                              | Josef Hader               | Avstrija, Nemčija               | 2017 | nem./it./angl.    |
| 8.  | Labod                  | Svanurinn / The Swan                                 | Ása Helga Hjörleifsdóttir | Islandija, Nemčija, Estonija    | 2017 | island.           |
| 9.  | Manifest               | Manifesto                                            | Julian Rosefeldt          | Nemčija, Avstralija             | 2016 | angl.             |
| 10. | Nečista kri            | Sameblod / Sami Blood                                | Amanda Kernell            | Švedska, Danska, Norveška       | 2016 | šved.             |
| 11. | Smeri                  | Posoki / Directions                                  | Stephan Komandarev        | Bolgarija , Nemčija, Makedonija | 2017 | bolg.             |
| 12. | Sveti zrak             | Avir Kadosh / Holy Air                               | Shady Srour               | Izrael                          | 2017 | hebr./arab./angl. |
| 13. | Talci                  | Hostages                                             | Rezo Gigineišvili         | Gruzija, Poljska, Rusija        | 2017 | gruz./rus.        |
| 14. | Tihi sen               | Chun-mong / A Quiet Dream                            | Zhang Lu                  | Južna Koreja                    | 2016 | kor.              |
| 15. | V krvi                 | I blodet / In the Blood                              | Rasmus Heisterberg        | Danska                          | 2016 | dan.              |
| 16. | Zaveza                 | Wajib / Duty                                         | Annemarie Jacir           | Palestina, Francija             | 2017 | arab.             |
| 17. | Zoologija              | Zoologija / Zoology                                  | Ivan I. Tverdovski        | Rusija, Nemčija, Francija       | 2016 | rus.              |
| 18. | Živali                 | Tiere / Animals                                      | Greg Zglinski             | Švica, Avstrija, Poljska        | 2017 | nem.              |

### Ekstravaganca
| #  | Slovenski naslov     | Izvirni naslov                                     | Režija                       | Država             | Leto | Jezik                 |
| -- | -------------------- | -------------------------------------------------- | ---------------------------- | ------------------ | ---- | --------------------- |
| 1. | Bar                  | El Bar / The Bar                                   | Álex de la Iglesia           | Španija, Argentina | 2017 | špan.                 |
| 2. | Naj trupla porjavijo | Laissez bronzer les cadavres / Let the Corpses Tan | Hélène Cattet, Bruno Forzani | Belgija, Francija  | 2017 | fr.                   |
| 3. | Obdobje senc         | Miljeong / The Age of Shadows                      | Kim Jee-woon                 | Južna Koreja       | 2016 | kor./mand./angl./jap. |
| 4. | Zvodnika ljubezni    | Hounds of Love                                     | Ben Young                    | Avstralija         | 2016 | angl.                 |

### Kinobalon
| #  | Slovenski naslov                     | Izvirni naslov                                                             | Režija                          | Država                                 | Leto | Jezik      |
| -- | ------------------------------------ | -------------------------------------------------------------------------- | ------------------------------- | -------------------------------------- | ---- | ---------- |
| 1. | Fannyjino potovanje                  | Le voyage de Fanny / Fanny's Journey                                       | Lola Doillon                    | Francija, Belgija                      | 2016 | fr.        |
| 2. | Fant z oblaki                        | Cloudboy                                                                   | Meikeminne Clinckspoor          | Belgija, Švedska, Nizozemska, Norveška | 2017 | niz./šved. |
| 3. | Vsiljivki [predfilm]                 | Vill Mark / Intruders                                                      | Thea Hvistendahl                | Norveška                               | 2016 | nor.       |
| 3. | Rezalci jezikov                      | Tungeskjærerne / Tounge Cutters                                            | Solveig Melkeraaen              | Norveška                               | 2017 | nor.       |
| 4. | Soba 213                             | Rum 213 / Room 213                                                         | Emelie Lindblom                 | Švedska                                | 2017 | šved.      |
| 5. | Velika zlobna lisica in druge zgodbe | Le grand méchant renard et autres contes / The Big Bad Fox and Other Tales | Patrick Imbert, Benjamin Renner | Francija                               | 2017 | fr.        |
| 6. | Zakladi                              | Tesoros                                                                    | María Novaro                    | Mehika                                 | 2017 | špan.      |

### Fokus: Novi francoski krimič
| #  | Slovenski naslov   | Izvirni naslov                                | Režija                  | Država            | Leto | Jezik    |
| -- | ------------------ | --------------------------------------------- | ----------------------- | ----------------- | ---- | -------- |
| 1. | Gangsterska zgodba | Les Lyonnais / A Gang Story                   | Olivier Marchal         | Francija, Belgija | 2011 | fr.      |
| 2. | Kača s tisoč urezi | Le serpent aux mille coupures / Thousand Cuts | Eric Valette            | Francija          | 2017 | fr.      |
| 3. | Konvoj             | Le convoi / Fast Convoy                       | Frédéric Schoendoerffer | Francija          | 2016 | fr.      |
| 4. | Mea culpa          | Mea culpa                                     | Fred Cavayé             | Francija          | 2014 | fr./srb. |
| 5. | Od bitke iztrošen  | De guerre lasse / Marseille                   | Olivier Panchot         | Francija          | 2014 | fr.      |
| 6. | Roparska ekipa     | Braqueurs / The Crew                          | Julien Leclercq         | Francija          | 2015 | fr.      |

### Retrospektiva: Klasični francoski krimič
| #  | Slovenski naslov       | Izvirni naslov                                                  | Režija               | Država                 | Leto | Jezik     |
| -- | ---------------------- | --------------------------------------------------------------- | -------------------- | ---------------------- | ---- | --------- |
| 1. | Črna serija            | Série noire                                                     | Alain Corneau        | Francija               | 1979 | fr.       |
| 2. | I... kot Ikar          | I... comme Icare / I as in Icarus                               | Henri Verneuil       | Francija               | 1979 | fr.       |
| 3. | Izbira orožja          | Le Choix des armes / Choice of Arms                             | Alain Corneau        | Francija               | 1981 | fr./angl. |
| 4. | Pogreb v Los Angelesu  | Un homme est mort / The Outside Man                             | Jacques Deray        | Francija, Italija, ZDA | 1972 | fr./angl. |
| 5. | Policijska vojna       | La guerre des polices / Police War                              | Robin Davis          | Francija               | 1979 | fr.       |
| 6. | Rdeči krog             | Le cercle rouge / The Red Circle                                | Jean-Pierre Melville | Francija, Italija      | 1970 | fr.       |
| 7. | Sodnik, imenovan šerif | Le juge Fayard dit Le Shériff / Judge Fayard Called the Sheriff | Yves Boisset         | Francija               | 1977 | fr.       |
| 8. | Strah nad mestom       | Peur sur la ville / Fear Over the City                          | Henri Verneuil       | Francija, Italija      | 1975 | angl./fr. |
| 9. | Zadnji naslov          | Dernier domicile connu / Last Known Address                     | José Giovanni        | Francija, Italija      | 1970 | fr.       |

### Posvečeno: Čarobno leto '67
| #   | Slovenski naslov                                   | Izvirni naslov                                                                                              | Režija                   | Država                | Leto | Jezik             |
| --- | -------------------------------------------------- | --- | ------------------------ | --------------------- | ---- | ----------------- |
| 1.  | Breza                                              | Breza / The Birch Tree                                                                                      | Ante Babaja              | Jugoslavija           | 1967 | srbohrv.          |
| 2.  | Grajski biki / Stronghold of Toughs                | Grajski biki / Stronghold of Toughs                                                                         | Jože Pogačnik            | Jugoslavija           | 1967 | slov.             |
| 3.  | Jutro                                              | Jutro / The Morning                                                                                         | Mladomir Puriša Đorđević | Jugoslavija           | 1967 | srbohrv.          |
| 4.  | Kaja, ubil te bom!                                 | Kaja, ubit ću te! / Kaya, I'll Kill You                                                                     | Vatroslav Mimica         | Jugoslavija, Francija | 1967 | srbohrv.          |
| 5.  | Ko bom mrtev in bel                                | Kad budem mrtav i beo / When I Am Dead and Gone                                                             | Živojin Pavlović         | Jugoslavija           | 1967 | srbohrv.          |
| 6.  | Ljubezenski primer ali Tragedija poštne uslužbenke | Ljubavni slučaj ili Tragedija službenice PTT / Love Affair, or The Case of the Missing Switchboard Operator | Dušan Makavejev          | Jugoslavija           | 1967 | srbohrv./nem.     |
| 7.  | Mali vojaki                                        | Mali vojnici / Little Soldiers                                                                              | Bahrudin Bato Čengić     | Jugoslavija           | 1967 | srbohrv./bos.     |
| 8.  | Na papirnatih avionih / On Paper Wings             | Na papirnatih avionih / On Paper Wings                                                                      | Matjaž Klopčič           | Jugoslavija           | 1967 | slov.             |
| 9.  | Praznik                                            | Praznik / The Feast                                                                                         | Đorđe Kadijević          | Jugoslavija           | 1967 | srbohrv.          |
| 10. | Prebujanje podgan                                  | Budjenje pacova / The Rats Woke Up                                                                          | Živojin Pavlović         | Jugoslavija           | 1967 | srbohrv.          |
| 11. | Zbiralci perja                                     | Skupljači perja / I Even Met Happy Gypsies                                                                  | Aleksandar Petrović      | Jugoslavija           | 1967 | srbohrv./romščina |

### Evropa na kratko
| #          | Slovenski naslov              | Izvirni naslov                               | Režija                                  | Država                      | Leto |
| ---------- | ----------------------------- | -------------------------------------------- | --------------------------------------- | --------------------------- | ---- |
| I. sklop   |                               |                                              |                                         |                             |      |
| 1.         | Diskoteka blešči              | La disco resplandece / The Disco Shines      | Chema García Ibarra                     | Španija, Turčija            | 2016 |
| 2.         | V modrino                     | U plavetnilo / Into the Blue                 | Antoneta Alamat Kusijanović             | Hrvaška, Slovenija, Švedska | 2017 |
| 3.         | Desetmetrski stolp            | Hopptornet / Ten Meter Tower                 | Axel Danielson, Maximilien Van Aertryck | Švedska                     | 2016 |
| 4.         | Kratka zgodovina Princese X   | A Brief History of Princess X                | Gabriel Abrantes                        | Portugalska, VB, Francija   | 2016 |
| 5.         | »[...] Hlepenje po pripovedi« | "[...] Craving for Narrative"                | Max Grau                                | Nemčija                     | 2015 |
| II. sklop  |                               |                                              |                                         |                             |      |
| 6.         | Moja montaža                  | Me montage                                   | Dawood Hilmandi                         | Nizozemska                  | 2016 |
| 7.         | Pusti sanjam, da tlijo        | Keep That Dream Burning                      | Rainer Kohlberger                       | Nemčija, Avstrija           | 2016 |
| 8.         | Balada o dvoživkah            | Balada de um Batráquio / Batrachian's Ballad | Leonor Teles                            | Portugalska                 | 2016 |
| 9.         | Decorado                      | Decorado                                     | Alberto Vázquez                         | Španija, Francija           | 2016 |
| 10.        | Zverina                       | The Beast                                    | Samantha Nell, Michael Wahrmann         | Francija, JAR               | 2016 |
| 11.        | Fantazija                     | Fantasia                                     | Teemu Nikki                             | Finska                      | 2016 |
| III. sklop |                               |                                              |                                         |                             |      |
| 12.        | Lethe                         | Lethe                                        | Dea Kulumbegašvili                      | Francija                    | 2016 |
| 13.        | Nisem od tukaj                | Yo no soy de aquí / I'm Not from Here        | Maite Alberdi, Giedrė Žickytė           | Čile, Litva, Danska         | 2016 |
| 14.        | Ustvaril sem te, ubijem te    | I Made You, I Kill You                       | Alexandru Petru Bădeliță                | Francija, Romunija          | 2016 |
| 15.        | Copa-Loca                     | Copa-Loca                                    | Christos Massalas                       | Grčija                      | 2017 |
| 16.        | Usodna vožnja                 | Riders                                       | Jesper Vidkjær Rasmussen                | Danska                      | 2015 |

## Gostje
- João Dumans, režiser (Arabija)
- Ferenc Török, režiser (1945)
- Eric Valette, režiser (Kača s tisoč urezi)
- Tamara Tatišvili, producentka (Talci)
- Guðmundur Arnar Guðmundsson, režiser (Ognjišče)
- Teona Mitevska, režiserka (Dan brez imena)
- Labina Mitevska, producentka, igralka (Dan brez imena)
- Ása Helga Hjörleifsdóttir, režiserka (Labod)
- Daan Bakker, režiser (Fino se imamo)
- Peter Mackie Burns, režiser (Daphne)
- Bojan Vuletić, režiser (Rekviem za gospodju J.)
- Alen Drljević, režiser (Moški ne jočejo)
- Vahid Jalilvand, režiser (Brez datuma in podpisa)
- Janez Burger, režiser (Ivan)
- Marko Naberšnik, režiser (Slovenija, Avstralija in jutri ves svet)
- Darja Žovner, igralka (Bližina)
- Piotr Jaxa, direktor fotografije (Živali)
- Max Grau, režiser (Hlepenje po pripovedi)
- Dawood Hilmandi, režiser (Moja montaža)
- Alexandru P. Bădeliță, režiser (Ustvaril sem te, ubijem te)
- Christian Routh, strokovnjak za scenarije (MEDIA seminar)
- Souleymane Ndiaye, igralec (Mlada ženska)
- Henrik Vestergaard, glavni igralec (Usodna vožnja)

Na projekciji filma Moški ne jočejo 16. novembra so se predstavili člani ekipe filma, med njimi tudi režiser Alen Drljević, igralci Leon Lučev, Boris Isaković, Sebastijan Cavazza in Primož Petkovšek, montažer Vlado Gojun, producent Damir Ibrahimović ter koproducenta Smiljan Tolj in Bojan Mastilović.